# 四丁基锗
四丁基锗是一种有机锗化合物，化学式 (C4H9)4Ge。

## 制备
和四丁基硅类似四丁基锗可以由四氯化锗和丁基锂反应而成：
{\displaystyle \mathrm {GeCl_{4}+4\ LiC_{4}H_{9}\ {\xrightarrow {}}\ Ge(C_{4}H_{9})_{4}+4\ LiCl} }

## 反应
在氯化铝催化下，四丁基锗会和四氯化锗反应，生成三丁基氯化锗和二丁基二氯化锗：
{\displaystyle \mathrm {3\ Ge(C_{4}H_{9})_{4}+\ GeCl_{4}\ {\xrightarrow[{}]{AlCl_{3}}}\ 4\ ClGe(C_{4}H_{9})_{3}} }
{\displaystyle \mathrm {Ge(C_{4}H_{9})_{4}+\ GeCl_{4}\ {\xrightarrow[{}]{AlCl_{3}}}\ 2\ Cl_{2}Ge(C_{4}H_{9})_{2}} }
四丁基锗和硫在230 °C下反应，生成含有三个锗原子和三个硫原子的六元环的化合物：
{\displaystyle \mathrm {3\ Ge(C_{4}H_{9})_{4}+\ 6\ S\ {\xrightarrow[{}]{}}\ 3\ S(C_{4}H_{9})_{2}+\ (SGe(C_{4}H_{9})_{2})_{3}} }